# Stiepurino (wieś w obwodzie niżnonowogrodzkim)
Stiepurino (ros. Степурино) – wieś (dieriewnia) w Rosji, w obwodzie niżnonowogrodzkim, w rejonie nawaszyńskim. W 2021 liczyła 30 mieszkańców.